# Víctor Balaguer (cantante)
Víctor Balaguer Esteve (Barcelona, 24 de marzo de 1921 - ibid., 17 de abril de 1984) fue un cantante español popular en los años 50 y 60.

## Carrera musical
Habitual de los diversos festivales de música que se celebraban en España, se movió desde la música ligera a la zarzuela en castellano y catalán. Participó en el popular Festival de la Canción Mediterránea con «La muralla de Berlín». Fue el segundo representante de España en el Festival de la Canción de Eurovisión, en 1962, con el tema «Llámame». Entre otras de sus canciones están «París te amo» o «Granada». 
Falleció de cáncer en Barcelona en 1984.